# Autoroute A605 (Belgique)
L'autoroute belge A605 est un projet de construction d'un tronçon autoroutier de 13 km à l'est de Liège. L'autoroute, aussi appelée liaison Cerexhe-Heuseux/Beaufays («CHB» en abrégé), doit relier l'A3 (E40) et l'A26 (E25), terminant ainsi la construction d'un périphérique jusque-là inexistant autour de la ville de Liège, la circulation étant actuellement dirigée vers le centre-ville.

## Historique
Ce projet a été conçu dans les années 1960, dans le but de désengorger la circulation du centre-ville où vivent un peu moins de 200 000 personnes et aurait dû être terminé aux alentours de l'année 2012 selon les dernières perspectives.
Il a fait l'objet de contestations récurrentes de la part des riverains, des groupements écologistes, du parti vert, du parti communiste et de divers groupes de citoyens dans la région liégeoise. Les opposants estiment notamment que le projet est trop coûteux (il est estimé en 2018 à 500 millions d'euros par les autorités wallonnes) et que cette dépense hypothéquera des investissements plus urgents, en particulier la réalisation d'un tramway dans l'agglomération liégeoise.
Le 12 avril 2008, le journal Le Soir annonçait qu'une procédure juridique était lancée par le commissaire européen à l'encontre de ce projet autoroutier en raison de l'absence d'une étude d'impact préalable au projet.
Le 18 juin 2009, le ministre Michel Daerden annonce, dans une interview à la RTBF radio, que le projet n'était plus d'actualité, « pour des raisons politiques et budgétaires ».
Le 30 septembre 2014, le ministre wallon de la mobilité, Carlo Di Antonio, relançait le projet en demandant de remettre ce dossier à l'ordre du jour du gouvernement wallon.
Avril 2017 : les riverains vont recevoir un courrier de la Région wallonne. Un courrier pour leur demander s'ils désirent vendre leur maison ou terrain situés sur l'étendue concernée par cette liaison. Si c'est le cas, le cabinet du ministre des Travaux publics précise qu'il s'agira bien d'un achat à l'amiable, donc pas d'expropriation. D'après les derniers comptages, il subsisterait encore 78 immeubles ainsi que quelques emprises non bâties le long de cette liaison.
Cette démarche de longue haleine ne devrait jamais aboutir.
En janvier 2019, le bourgmestre de Liège Willy Demeyer évoque l'alternative possible d'un tunnel sous Robermont pour le contournement autoroutier oriental de la ville.